# Wereld zonder jou
"Wereld zonder jou" is een nummer van de Nederlandse zanger Marco Borsato in duet met zangeres Trijntje Oosterhuis. Het nummer verscheen op Borsato's album De waarheid uit 1997. Op 26 juni van dat jaar werd het nummer uitgebracht als de tweede en laatste single van het album.

## Achtergrond
"Wereld zonder jou" is geschreven door producer John Ewbank en is, in tegenstelling tot de meeste nummers van Borsato tot dan toe, geen cover van een Italiaans nummer. Ewbank was op dat moment verantwoordelijk voor het grootste deel van de nummers van Borsato en schreef enkele maanden eerder het nummer "De zee", de eerste single van Oosterhuis als solozangeres die kort na haar doorbaak met de band Total Touch verscheen. In het nummer vertelt een recentelijk uit elkaar gegaan stel over hun gevoelens over hun breuk; alhoewel zij beiden weten dat het beter is als zij niet bij elkaar zijn, kunnen zij niet stoppen met denken aan elkaar.
"Wereld zonder jou" werd een grote hit en kwam in Nederland op de derde plaats terecht in zowel de Top 40 als de Mega Top 100. In Vlaanderen kwam het nummer ook uit op single, maar het behaalde de Ultratop 50 niet en bleef steken op de zeventiende plaats in de Tipparade. In 1998 won het nummer een Edison Award in de categorie "Single van het jaar".
In de videoclip van "Wereld zonder jou" zingen Borsato en Oosterhuis het nummer terwijl zij ver van elkaar verwijderd zijn; Borsato staat in een haven, terwijl Oosterhuis zich in een hotelkamer in een grote Amerikaanse stad bevindt. Tussendoor zijn beelden te zien waarin de twee als kinderen een stel waren, die uit elkaar moesten gaan omdat de familie van Oosterhuis per boot naar Amerika vertrok. In de clip is een gastrol weggelegd voor actrice Judy Doorman, die de moeder van de jonge Oosterhuis speelt.

## Hitnoteringen

### Nederlandse Top 40
| Hitnotering: 28-06-1997 t/m 08-11-1997 | Hitnotering: 28-06-1997 t/m 08-11-1997 | Hitnotering: 28-06-1997 t/m 08-11-1997 | Hitnotering: 28-06-1997 t/m 08-11-1997 | Hitnotering: 28-06-1997 t/m 08-11-1997 | Hitnotering: 28-06-1997 t/m 08-11-1997 | Hitnotering: 28-06-1997 t/m 08-11-1997 | Hitnotering: 28-06-1997 t/m 08-11-1997 | Hitnotering: 28-06-1997 t/m 08-11-1997 | Hitnotering: 28-06-1997 t/m 08-11-1997 | Hitnotering: 28-06-1997 t/m 08-11-1997 | Hitnotering: 28-06-1997 t/m 08-11-1997 | Hitnotering: 28-06-1997 t/m 08-11-1997 | Hitnotering: 28-06-1997 t/m 08-11-1997 | Hitnotering: 28-06-1997 t/m 08-11-1997 | Hitnotering: 28-06-1997 t/m 08-11-1997 | Hitnotering: 28-06-1997 t/m 08-11-1997 | Hitnotering: 28-06-1997 t/m 08-11-1997 | Hitnotering: 28-06-1997 t/m 08-11-1997 | Hitnotering: 28-06-1997 t/m 08-11-1997 | Hitnotering: 28-06-1997 t/m 08-11-1997 | Hitnotering: 28-06-1997 t/m 08-11-1997 |
| Week                                   | 1                                      | 2                                      | 3                                      | 4                                      | 5                                      | 6                                      | 7                                      | 8                                      | 9                                      | 10                                     | 11                                     | 12                                     | 13                                     | 14                                     | 15                                     | 16                                     | 17                                     | 18                                     | 19                                     | 20                                     |                                        |
| -------------------------------------- | -------------------------------------- | -------------------------------------- | -------------------------------------- | -------------------------------------- | -------------------------------------- | -------------------------------------- | -------------------------------------- | -------------------------------------- | -------------------------------------- | -------------------------------------- | -------------------------------------- | -------------------------------------- | -------------------------------------- | -------------------------------------- | -------------------------------------- | -------------------------------------- | -------------------------------------- | -------------------------------------- | -------------------------------------- | -------------------------------------- | -------------------------------------- |
| Positie                                | 12                                     | 7                                      | 4                                      | 3                                      | 3                                      | 5                                      | 5                                      | 7                                      | 8                                      | 8                                      | 8                                      | 11                                     | 13                                     | 16                                     | 22                                     | 24                                     | 27                                     | 31                                     | 36                                     | 36                                     | uit                                    |

### Mega Top 100
| Hitnotering: 28-06-1997 t/m 03-01-1998 | Hitnotering: 28-06-1997 t/m 03-01-1998 | Hitnotering: 28-06-1997 t/m 03-01-1998 | Hitnotering: 28-06-1997 t/m 03-01-1998 | Hitnotering: 28-06-1997 t/m 03-01-1998 | Hitnotering: 28-06-1997 t/m 03-01-1998 | Hitnotering: 28-06-1997 t/m 03-01-1998 | Hitnotering: 28-06-1997 t/m 03-01-1998 | Hitnotering: 28-06-1997 t/m 03-01-1998 | Hitnotering: 28-06-1997 t/m 03-01-1998 | Hitnotering: 28-06-1997 t/m 03-01-1998 | Hitnotering: 28-06-1997 t/m 03-01-1998 | Hitnotering: 28-06-1997 t/m 03-01-1998 | Hitnotering: 28-06-1997 t/m 03-01-1998 | Hitnotering: 28-06-1997 t/m 03-01-1998 |
| Week                                   | 1                                      | 2                                      | 3                                      | 4                                      | 5                                      | 6                                      | 7                                      | 8                                      | 9                                      | 10                                     | 11                                     | 12                                     | 13                                     | 14                                     |
| -------------------------------------- | -------------------------------------- | -------------------------------------- | -------------------------------------- | -------------------------------------- | -------------------------------------- | -------------------------------------- | -------------------------------------- | -------------------------------------- | -------------------------------------- | -------------------------------------- | -------------------------------------- | -------------------------------------- | -------------------------------------- | -------------------------------------- |
| Positie                                | 12                                     | 7                                      | 5                                      | 3                                      | 3                                      | 3                                      | 4                                      | 3                                      | 4                                      | 6                                      | 6                                      | 7                                      | 11                                     | 11                                     |
| Week                                   | 15                                     | 16                                     | 17                                     | 18                                     | 19                                     | 20                                     | 21                                     | 22                                     | 23                                     | 24                                     | 25                                     | 26                                     | 27                                     |                                        |
| Positie                                | 16                                     | 20                                     | 20                                     | 25                                     | 28                                     | 33                                     | 38                                     | 48                                     | 53                                     | 59                                     | 68                                     | 69                                     | 79                                     | uit                                    |

### NPO Radio 2 Top 2000
| Nummer met noteringen in de NPO Radio 2 Top 2000 | '99 | '00 | '01 | '02 | '03 | '04 | '05 | '06 | '07 | '08 | '09 | '10 | '11  | '12  | '13  | '14  | '15  | '16-'17 | '18  | '19  | '20  |
| ------------------------------------------------ | --- | --- | --- | --- | --- | --- | --- | --- | --- | --- | --- | --- | ---- | ---- | ---- | ---- | ---- | ------- | ---- | ---- | ---- |
| Wereld zonder jou                                | 178 | 230 | 206 | 342 | 343 | 182 | 235 | 342 | 579 | 311 | 443 | 793 | 1099 | 1410 | 1023 | 1454 | 1517 | -       | 1132 | 1026 | 1520 |

1. ↑  Een '-' betekent dat het nummer niet was genoteerd en een vetgedrukt getal geeft de hoogste notering aan.
2. ↑  Deze tabel is bijgewerkt tot en met de laatste editie (2024).